# Cai Yang
Pour les articles homonymes, voir Cai.
Dans ce nom chinois, le nom de famille, Cai, précède le nom personnel.
Cai Yang (?-200) est général sous Cao Cao. Méprisant Guan Yu, il se propose pour le ramener de force lorsque celui-ci quitte les rangs de Cao Cao pour rejoindre Liu Bei. Toutefois, sa requête est rejetée et quelque temps plus tard, Cai Yang vient attaquer Runan et y rencontre par hasard Guan Yu. Ce dernier avait tué son neveu, Qin Qi et Cai Yang voulut venger sa mort en l’engageant au combat. Cependant, il est rapidement tué sous la lame de Guan Yu. 